# Aaron Dell
Aaron Dell, född 4 maj 1989, är en kanadensisk professionell ishockeymålvakt som spelar för Toronto Maple Leafs i NHL.
Han har tidigare spelat på NHL-nivå för San Jose Sharks och på lägre nivåer för Abbotsford Heat, Worcester Sharks och San Jose Barracuda i AHL, Utah Grizzlies och Allen Americans i ECHL, Allen Americans i Central Hockey League (CHL) och North Dakota Fighting Sioux (University of North Dakota) i National Collegiate Athletic Association (NCAA).
Dell blev aldrig draftad av någon NHL-organisation.